# Список дипломатичних місій у Чехії

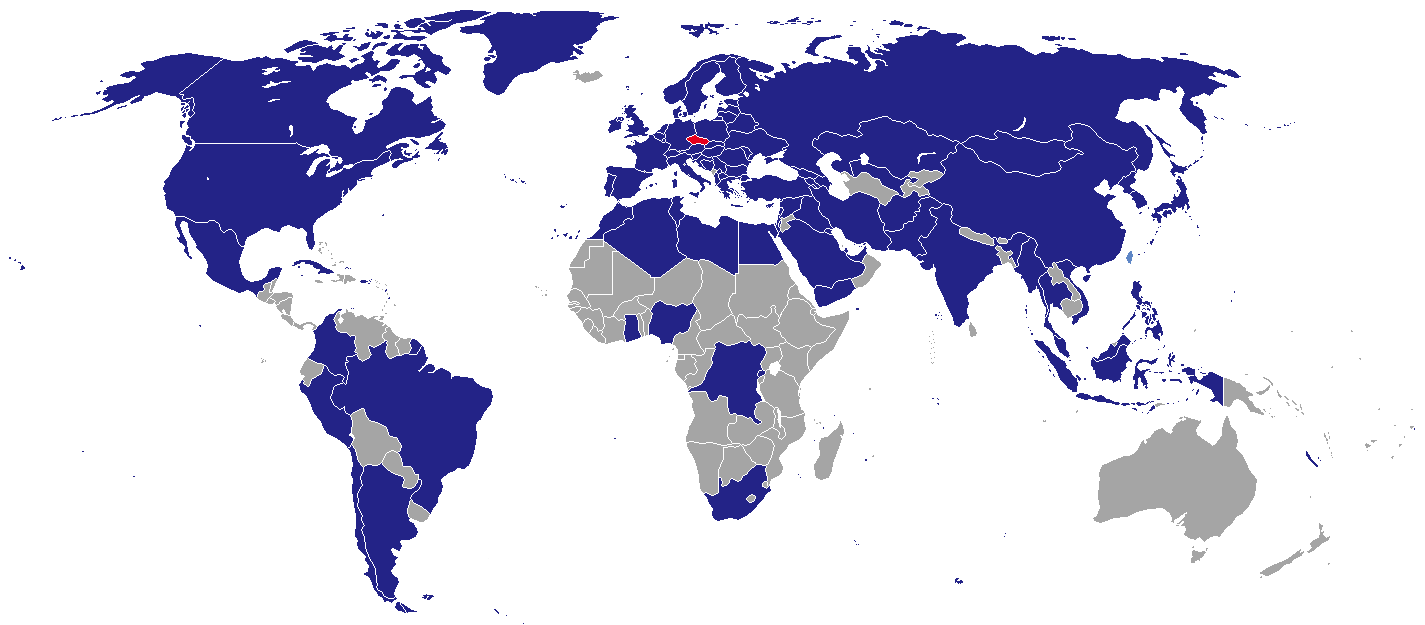
Країни, які мають посольство в Чехії.

Нижче представлений список дипломатичних місій Чехії. Наразі в столиці Чехії Празі знаходяться посольства 83 держав. Ще деякі держави мають акредитованих послів в столицях інших держав, в основному в Берліні, та Відні. Більшість посольств в Празі розташовані в історичному районі Мала Страна а також в районах Бубенеч та Стршешовиці на північний захід від нього.

## Посольства

### Європа
- Австрія
- Азербайджан
- Албанія
- Бельгія
- Білорусь
- Болгарія
- Боснія і Герцеговина
- Ватикан (апостольська нунція)
- Велика Британія
- Вірменія
- Греція
- Грузія
- Данія
- Естонія
- Ірландія
- Іспанія
- Італія
- Кіпр
- Косово
- Латвія
- Литва
- Люксембург
- Молдова
- Нідерланди
- Німеччина
- Норвегія
- Польща
- Португалія
- Північна Македонія
- Росія
- Румунія
- Сербія
- Словаччина
- Словенія
- Туреччина
- Угорщина
- Україна
- Фінляндія
- Франція
- Хорватія
- Швейцарія
- Швеція

### Азія
- Афганістан
- В'єтнам
- Ємен
- Ізраїль
- Індія
- Індонезія
- Ірак
- Іран
- Казахстан
- КНР
- Кувейт
- Ліван
- Малайзія
- Монголія
- М'янма
- Норвегія
- ОАЕ
- Пакистан
- Палестина
- Південна Корея
- Саудівська Аравія
- Сирія
- Таїланд
- Тайвань (економічно-культурне бюро)
- Філіппіни
- Японія

### Північна та Південна Америка
- Аргентина
- Бразилія
- Канада
- Куба
- Мексика
- Перу
- США
- Чилі

### Африка
- Алжир
- Гана
- ДР Конго
- Єгипет
- Лівія
- Марокко
- ПАР
- Судан
- Туніс

## Консульства
- Брно
  -  Білорусь
  -  Італія
  -  Росія
  -  Україна
- Прага
  -  Гондурас
  -  Домініканська Республіка
  -  Таджикистан
- Карлові Вари
  -  Росія
- Острава
  -  Польща

## Почесні консульства

### Прага
- Австралія
- Багамські Острови
- Беліз
- Бенін
- Гватемала
- Ефіопія
- Ісландія
- Кабо-Верде
- Коста-Рика
- Маврикій
- Малі
- Мальта
- Монако
- Нігер
- Нікарагуа
- Нова Зеландія
- Панама
- Парагвай
- Республіка Конго
- Сан-Марино
- Сейшельські Острови
- Сінгапур
- Уругвай
- Шрі-Ланка
- Ямайка

### Брно
- Австрія
- Ангола
- Естонія
- Італія
- Лаос
- Литва
- Марокко
- Молдова
- Польща
- Сальвадор
- Словаччина
- Туреччина
- Філіппіни
- Фінляндія
- Хорватія

### Інші міста
- Австрія: Чеські Будейовиці
- Азербайджан: Карлові Вари
- Ботсвана: Кунін
- Казахстан: Яромер
- Південна Корея: Добржиховиці
- Литва: Ліберець
- Марокко: Острава
- Росія: Острава
- Судан: Пльзень
- Туреччина: Фрідек-Містек
- Фінляндія: Острава

## Акредитовані посли

### Берлін
- Ангола
- Бангладеш
- Бахрейн
- Бенін
- Бурунді
- Гвінея
- Гондурас
- Джибуті
- Еквадор
- Екваторіальна Гвінея
- Еритрея
- Ефіопія
- Замбія
- Кабо-Верде
- Камбоджа
- Катар
- Коста-Рика
- Кот-д'Івуар
- Лаос
- Мавританія
- Малаві
- Малі
- Мозамбік
- М'янма
- Намібія
- Непал
- Нігер
- Нова Зеландія
- Панама
- Південний Судан
- Республіка Конго
- Руанда
- Сальвадор
- Есватіні
- Сенегал
- Таджикистан
- Танзанія
- Того
- Уганда
- Узбекистан
- Уругвай
- Венесуела
- Ямайка

### Відень
- Андорра
- Болівія
- Буркіна-Фасо
- Гватемала
- Ісландія
- Йорданія
- Киргизстан
- Колумбія
- Ліхтенштейн
- Нікарагуа
- Оман
- Парагвай
- Туркменістан
- Чорногорія
- Шрі-Ланка

### Інші міста
- Брюссель
  -  Гамбія
  -  Гвінея-Бісау
  -  Домініканська Республіка
  -  Самоа
  -  Сейшельські Острови
  -  Соломонові Острови
- Москва
  -  Камерун
  -  Мадагаскар
  -  Сомалі
  -  Сьєрра-Леоне
  -  Чад
- Лондон
  -  Ботсвана
  -  Гаяна
- Валлетта
  -  Мальта
- Варшава
  -  Австралія
- Гаага
  -  Кенія
- Женева
  -  Зімбабве
- Лібревіль
  -  Габон
- Монако
  -  Монако
- Мороні
  -  Коморські Острови
- Рим
  -  Лесото
- Сан-Марино
  -  Сан-Марино
- Сент-Джонс
  -  Антигуа і Барбуда
- Сінгапур
  -  Сінгапур

## Представництва міжнародних організацій
- Європейський Союз
- Європейський інвестиційний банк
- Європейське космічне агентство
- Європейське агентство супутникових систем глобального позиціювання[en]
- Організація Об'єднаних Націй
- Всесвітня організація охорони здоров'я
- Організація з безпеки і співробітництва в Європі
- Мальтійський орден